# 海南島事件

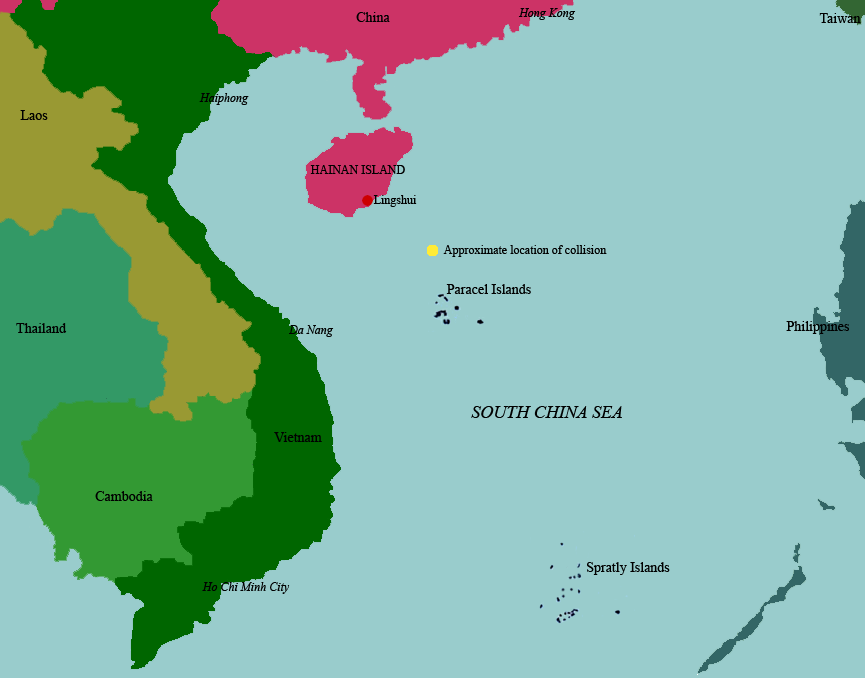
地図上の黄色い点が衝突した場所

海南島事件（かいなんとうじけん、簡体字中国語: 中美撞机事件、英語: Hainan Island Incident）は、2001年4月1日に海南島付近の南シナ海上空で、アメリカ合衆国と中華人民共和国（中国）の軍用機が空中衝突した事件である。中国側の戦闘機が墜落しパイロットが行方不明になったほか、アメリカ側の電子偵察機も損傷して海南島に不時着し、パイロットは中国側に身柄を拘束された。この事件により、一時的に米中関係の軍事的緊張が高まることとなった。

## 事件の概略
| J-8II戦闘機の同型機 |  | EP-3E電子偵察機の同型機 |
| J-8II戦闘機の同型機 |  | EP-3E電子偵察機の同型機 |

2001年4月1日午前8時55分（中国標準時）、海南島から東南に110キロメートルの南シナ海上空の中国の排他的経済水域上で、中国国内の無線通信傍受の偵察活動をしていたアメリカ海軍所属のEP-3E電子偵察機と、中国人民解放軍海軍航空隊所属のJ-8II戦闘機が空中衝突する事故が発生した。
中国人民解放軍のJ-8IIは墜落し、パイロットが行方不明になった。一方のアメリカ海軍のEP-3Eも大きな損傷を負い、至近の海南島の飛行場に午前9時33分に不時着した。EP-3Eは抑留され、搭乗員は中国当局によって身柄を拘束された。
なお、このときに中国側のパイロットである王偉が最後に残した言葉として、「81192コピー。私はもう帰還できない。君たちは続けて前進せよ。」が有名となっている。この「前進」は、中華人民共和国国歌「義勇軍進行曲」にも見られ、国家を発展させるという意味合いだと思われる。

## 事件の反応

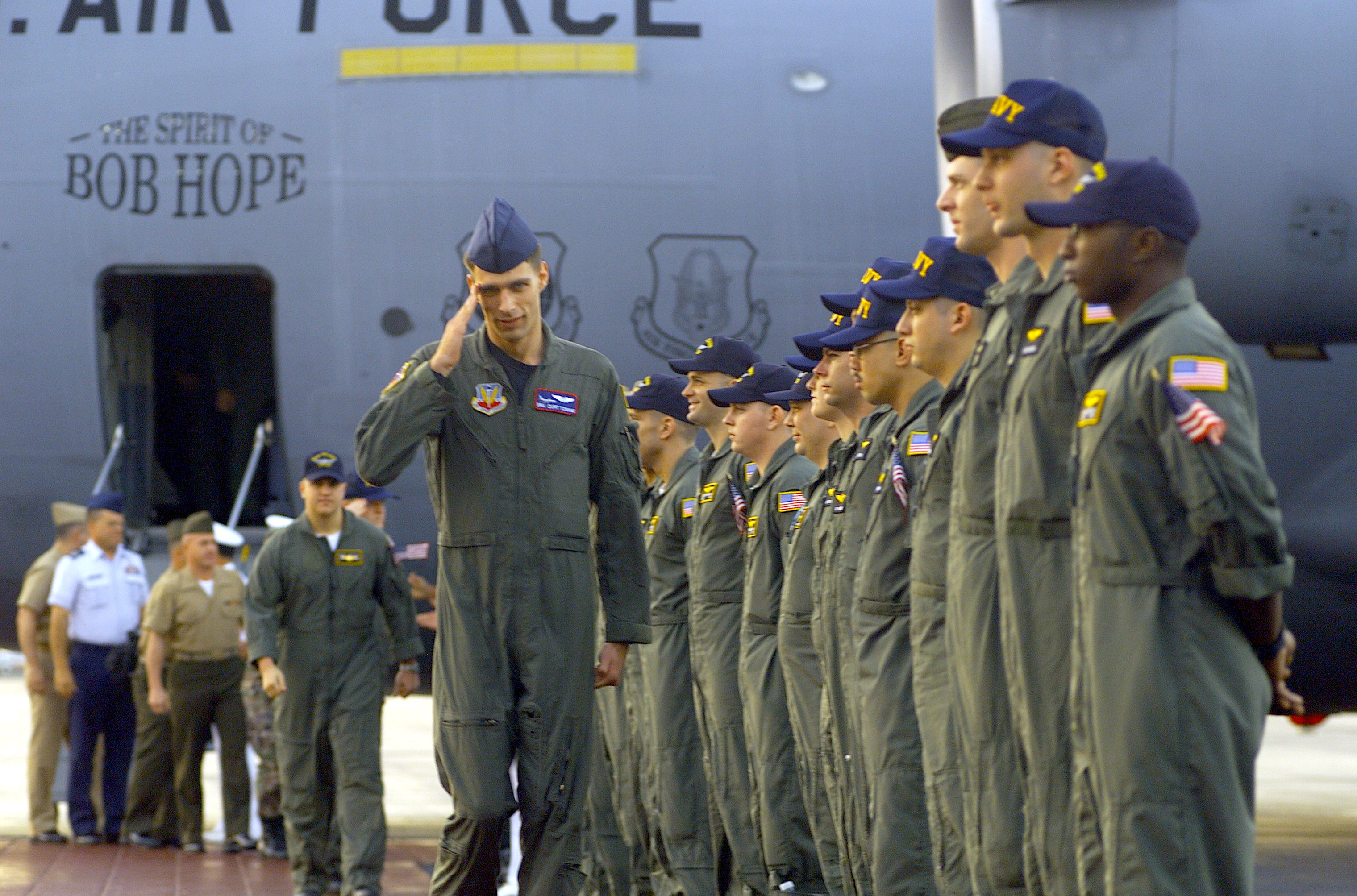
解放され帰還したEP-3Eのパイロット（2001年4月12日）

この時期の米中関係は険悪なものであった。これは1999年のコソボ紛争でNATO軍の一員として武力制裁（アライド・フォース作戦）に参加していたアメリカ軍のB-2爆撃機が、ユーゴスラビア連邦共和国（当時）の首都ベオグラードにあった中国大使館を爆撃した事件(アメリカ合衆国による在ベオグラード中国大使館爆撃)によるもので、中国国内では対米感情が悪化していた。また、アメリカのブッシュ政権は、中国を冷戦後の「戦略的競争相手」として将来的な軍事的脅威になると主張したため、米中間の軍事緊張が高まっていた矢先の出来事であった。
この事件について、中国政府はアメリカ軍機の領空侵犯と故意的な急旋回が中国機との衝突を招いたと非難した。これに対しアメリカ政府は、衝突の原因は中国人民解放軍機の挑発行為であると反発し、搭乗員と機体の即時返還を要求した。
後日、米国は中国に謝罪する二通の書簡をおくり、5月24日に機体返還の合意が発表された。4月12日に乗員も釈放され、事件は決着をみた。

## 事件後
返還されたEP-3E電子偵察機は不時着までに収集した情報などは抹消したと思われるが、中国側によって機体調査が行われたため、アメリカ軍は偵察システムの変更を余儀なくされたともいわれている。
結果的に、事件の原因は米中のいずれまたは双方に原因があったのか、偶発的に発生した事件なのかは明らかではない。アメリカ同時多発テロ事件後は米中が協調し始め、ブッシュ政権は中国を「戦略的競争相手」から「責任ある利害共有者」に位置づけを変えた。